# 包茎
包茎（ほうけい、英: Phimosis）とは、陰核や陰茎の亀頭が包皮に覆われて露出不可能な状態や露出に問題が伴う状態である。日本国内のみにおいては真性包茎（しんせいほうけい）とも呼ばれる。
本稿で記す「包茎」という単語は、特に記載がない限り、いわゆる「真性包茎」を指すこととし、特に記載がない限り本ページの説明は包茎（真性包茎）についてであり仮性包茎やカントン包茎と呼ばれる状態についての説明ではない。非勃起時に包皮が亀頭を覆っていても、容易に剥ける状態、いわゆる「仮性包茎」については当該ページを参照のこと。

## 概要
陰茎は亀頭部と陰茎体部からなり、陰茎包皮は先端の包皮輪ないし包皮口とよばれる折り返しの部分を境に亀頭に接する内板と普段露出している外板に分かれている。
包茎でない限り、包皮を陰茎の根元側へ寄せると包皮がめくれて外板に続く状態で内板が外向きになり亀頭が露出する。Schoberlein (1966) の調査ではおおよそ、通常時には割礼されていない成人の50%において包皮が亀頭を完全に覆っており、42%は包皮が部分的に覆っており残りの8%において亀頭が完全に露出している。
包皮輪が狭い、または癒着のため包皮の翻転ができない場合を「包茎」と言い罹患率は割礼されていない成人の約1%である。
出生時には亀頭は包皮に覆われており、小児の生理的包茎は正常な状態である。通常は成長に伴って亀頭の露出・包皮の翻転が可能となってくるため、早期に治療を行う例は排尿障害があるもの、嵌頓包茎、亀頭包皮炎を起こすものなどに限られ、後述する包皮翻転指導とステロイド剤が効果をあげていることもあり、2006年現在、小児に対する手術は大きく減少している。成人後も翻転が不可能な状態が続いた場合、医療保険による治療が可能である。

## 仮性包茎という概念
割礼や手術をしていない正常な陰茎を日本において、主に美容整形業界などの間で『仮性包茎』と呼ぶが、日本国内はおろか、国際的に認められた正式な医学用語ではない。仮性包茎と呼ばれる包皮が亀頭を覆う状態が日本や割礼文化のない世界各国では大多数であり、問題点はないため、国際的には特に用語がない。
世界の男性の8割は仮性包茎であり、日本での仮性包茎は7〜8割である。詳しくは仮性包茎を参照。下記問題点など本ページにおける説明は、あくまで包茎（真性包茎）に関することであり、仮性包茎の状態に関するものではない。

## 包茎の問題点

### 衛生
恥垢が亀頭冠状溝と包皮の間に溜まる。この際、包茎であると汚染や感染を生じ、尿路感染症や陰茎癌発生率を高める可能性が指摘されているが、清潔にさえすればその心配はない。無理に剥離しようとすると出血の可能性があるため、亀頭包皮炎を起こさない限り無理な剥離はしない方がよい。

### 性行為
射精自体は可能なものの包皮が引っ張られることにより痛みを生じることが多く、挿入時の摩擦により陰茎が包皮を破り出て傷害を負う危険性もあるので通常の性行為は困難である。また、包皮に裂傷を負う場合もある。

### 尿路閉塞性疾患
力まないと尿が出ないほどの重度の包茎では尿路閉塞性疾患を起こして膀胱拡張、肉柱形成（膀胱の排尿筋の肥大）、水腎症と進み腎不全になるおそれもある。また、包皮が邪魔で尿がまっすぐ飛ばない場合もある。

### 嵌頓包茎
包皮口が狭小な場合、包皮を無理に反転させて亀頭を露出した状態にしておくと血管やリンパ管を中心とした循環障害を起こし先の包皮が腫脹して激しい痛みを伴うことがある。これを嵌頓包茎(かんとんほうけい)という。根治するには包皮環状切除術が必要である。治さずそのままだと壊死してしまう危険性もある。

## 治療
仮性包茎は疾患ではないので治療の必要はない。
小児の治療を行う例は排尿障害があるもの、嵌頓包茎、亀頭包皮炎を起こすものなどに限られ、特に小児において副腎皮質ホルモン外用剤の局所塗布が有効性を示すが、女性ホルモン製剤では女性化乳房などの副作用もみられる。外科手術の代表的なものに包皮環状切開術と包皮背面切開術がある。背面切開術は主に幼小児に行われる。嵌頓包茎では用手的整復が不可能な場合、手術を行う。手術を行わなくても大丈夫な場合もあるので、その判断が重要である。
割礼は主にキリスト教、ユダヤ教、イスラム教信者が行う。

## 陰核の包茎
女性器の陰核亀頭（クリトリス）が包皮に覆われ完全に露呈していない状態を男性の陰茎と同様に包茎と呼ぶ。陰核に覆い被さった皮膚のことを陰核包皮(「クリトリス包皮」ともいう)と呼び、陰核亀頭に陰核包皮が被っている状態をクリトリス包茎と呼んでいる。通常、陰核亀頭は包皮や陰唇によって保護されており、性交時などの場合にのみ露出する、いわゆる仮性包茎の状態である事がほとんどであるが、一部の女性で、陰核亀頭の露出が極めて困難な場合がある。これが女性器における真性包茎である。この状態にあると、男性器の包茎と同様に恥垢が溜まりやすく不衛生が原因で悪臭や炎症を起こしたり、恥垢によって陰核と包皮が癒着する事により性交時に痛みが生じる。不感症の原因にもなるために包皮切除手術等の治療も行われる。